# Тшебинский, Марьян
Марьян Тшебинский (пол. Marian Trzebiński; 5 января 1871, село Гонсин (пол. Gąsin), Турекского повята Великопольского воеводства Польши — 1942) — польский художник. Младший брат ботаника Юзефа Тшебинского.

## Биография
В 1883-1888 годах учился в гимназии в городе Седльце.
Автор цикла акварельных ведут 1912 года с изображением памятников архитектуры Каменца-Подольского. О них искусствовед Наталья Урсу писала: «С тщательностью ученого он изображает архитектурные достопримечательности — от общей застройки до мелкой брусчатки на первом плане. Каждый пейзаж М. Тшебинского наполнен светом, каждый имеет яркие цветовые акценты. Так загорается не что иное, как любовь к миру во всей его безграничной красоте».